# Irving Thalberg
Irving Grant Thalberg (født 30. maj 1899, død 14. september 1936) var en Oscarvindende amerikansk filmproducer i filmhistoriens tidlige periode. Han blev kaldt "The Boy Wonder" for sin ungdom og ekstraordinære evner til at vælge de rigtige manuskripter, skuespillere, samle den bedste produktionsstab og skabe stor profit på sine film. 
Thalberg nåede at blive nomineret til tretten Oscars og vandt tre.

## Populærkulturen
F. Scott Fitzgeralds posthumt udgivne roman Den Sidste Mogul, handler om en tragisk filmproducer ved navn Monroe Stahr, som er baseret på Irving Thalberg. I 1976 blev romanen filmatiseret med Robert De Niro i hovedrolle som Monroe Stahr/Irving Thalberg.